# Tiouratam
Tiouratam (kazakh : Төретам, Töretam; russe : Тюратам) est une ville du District de Karmakchy de l'oblys de Kyzylorda au Kazakhstan.
À proximité de la ville se trouve le cosmodrome de Baïkonour.

## Géographie
Tiouratam est située à l'est de la mer d'Aral sur le Syr-Daria.

## Démographie
Au recensement de 2009, la population de la ville est de 9 548 habitants.

## Transports
Tiouratam est située sur la ligne de chemin de fer Moscou - Tachkent.